# Акиноуми Сэцуо
Акиноуми Сэцуо (яп. 安藝ノ海 節男, 30 мая 1914, Хиросима — 25 марта 1979, Камакура) — японский борец сумо. Рост 1,77 метров. Вес 127,5 килограммов. Он был 37-м ёкодзуной.

## Биография
Сэцуо Нагата, известный под сиконой Акиноуми, родился 30 мая 1914 года в Хиросиме, в семье мелких торговцев.
Дебютировал в феврале 1932 года и достиг верхней позиции в дивизионе макуути в январе 1938 года. Тогда же ему был присвоен ранг маэгасира. В январе 1939 года одержал победу над ёкодзуной Футабаямой, использовав приём сотогакэ.
В мае 1940 года ему был присвоен ранг сэкивакэ. Звание ёкодзуны (37-го по счёту) Акиноуми получил в мае 1942 года после двух показательных выступлений. Он не был особенно успешным ёкодзуной. Его положение в этом статусе продлилось всего восемь турниров. В истории сумо Акиноуми прежде всего запомнился победой над Футабаямой.
Женился на дочери бывшего ёкодзуны Цунэноханы, но в браке не хранил супружескую верность. В 1954 году супруги разошлись. 
Акиноуми Сэцуо умер от сердечной недостаточности 25 марта 1979 года в больнице города Камакура.